# Medicina do sono
Medicina do Sono é uma área da saúde que estuda as funções do sono, os seus distúrbios e o impacto destes distúrbios na vida dos indivíduos.
Atualmente conhece-se mais de oitenta distúrbios do sono. Segundo a Classificação Internacional de Distúrbios do Sono terceira edição (ICSD 3), podemos dividir os distúrbios nas seguintes categorias: 
A) Transtorno de insônia
B) Transtornos respiratórios do sono
C) Transtornos de hipersonolência
D) Transtornos do ritmo circadiano
E) Parassonias e Transtornos do despertar
F) Transtornos de movimento relacionados ao sono
G) Outros transtornos do sono
No Brasil, a Associação Brasileira de Medicina do Sono atua na produção de conteúdo científico, congressos e eventos ao público na área de sono.